# Ansiktet
O Rosto (em sueco:  Ansiktet) é um filme de comédia dramática sueco de 1958 dirigido e escrito por Ingmar Bergman. 
Foi selecionado como representante da Suécia à edição do Oscar 1959, organizada pela Academia de Artes e Ciências Cinematográficas.

## Elenco
- Max von Sydow – Albert Emanuel Vogler
- Ingrid Thulin – Manda Vogler
- Gunnar Björnstrand – Dr. Vergerus
- Naima Wifstrand – Granny Vogler
- Bengt Ekerot – Johan Spegel
- Bibi Andersson – Sara
- Birgitta Pettersson - Sanna
- Gertrud Fridh – Ottilia Egerman
- Lars Ekborg – Simson
- Toivo Pawlo – policial
- Erland Josephson – Consul Egerman
- Åke Fridell – Tubal
- Sif Ruud – Sofia Garp
- Oscar Ljung – Antonsson
- Ulla Sjöblom – Henrietta Starbeck
- Axel Düberg – Rustan